# غونيداه
غونيداه هي بلدة، في أستراليا، تقع في نيوساوث ويلز، هي عاصمة Gunnedah Shire ‏، بلغ عدد سكانها 9,726  نسمة وذلك حسب إحصائيات سنة 2016، رمزها البريدي هو 2380.

## المناخ
يظهر الجدول التالي التغييرات المناخية على مدار السنة لغونيداه:
| البيانات المناخية لـغونيداه       | البيانات المناخية لـغونيداه | البيانات المناخية لـغونيداه | البيانات المناخية لـغونيداه | البيانات المناخية لـغونيداه | البيانات المناخية لـغونيداه | البيانات المناخية لـغونيداه | البيانات المناخية لـغونيداه | البيانات المناخية لـغونيداه | البيانات المناخية لـغونيداه | البيانات المناخية لـغونيداه | البيانات المناخية لـغونيداه | البيانات المناخية لـغونيداه | البيانات المناخية لـغونيداه |
| الشهر                             | يناير                       | فبراير                      | مارس                        | أبريل                       | مايو                        | يونيو                       | يوليو                       | أغسطس                       | سبتمبر                      | أكتوبر                      | نوفمبر                      | ديسمبر                      | المعدل السنوي               |
| --------------------------------- | --------------------------- | --------------------------- | --------------------------- | --------------------------- | --------------------------- | --------------------------- | --------------------------- | --------------------------- | --------------------------- | --------------------------- | --------------------------- | --------------------------- | --------------------------- |
| الدرجة القصوى °م (°ف)             | 45.9 (114.6)                | 45.6 (114.1)                | 41.5 (106.7)                | 35.8 (96.4)                 | 28.8 (83.8)                 | 24.6 (76.3)                 | 24.6 (76.3)                 | 31.2 (88.2)                 | 35.0 (95.0)                 | 39.1 (102.4)                | 43.1 (109.6)                | 46.1 (115.0)                | 46.5 (115.7)                |
| متوسط درجة الحرارة الكبرى °م (°ف) | 32.2 (90.0)                 | 31.3 (88.3)                 | 29.2 (84.6)                 | 25.3 (77.5)                 | 20.4 (68.7)                 | 16.9 (62.4)                 | 16.2 (61.2)                 | 18.0 (64.4)                 | 21.6 (70.9)                 | 25.3 (77.5)                 | 28.6 (83.5)                 | 31.2 (88.2)                 | 24.7 (76.5)                 |
| متوسط درجة الحرارة الصغرى °م (°ف) | 19.0 (66.2)                 | 18.7 (65.7)                 | 16.7 (62.1)                 | 12.9 (55.2)                 | 8.7 (47.7)                  | 6.1 (43.0)                  | 4.8 (40.6)                  | 5.8 (42.4)                  | 8.6 (47.5)                  | 12.2 (54.0)                 | 15.2 (59.4)                 | 17.6 (63.7)                 | 12.2 (54.0)                 |
| أدنى درجة حرارة °م (°ف)           | 8.5 (47.3)                  | 8.9 (48.0)                  | 4.1 (39.4)                  | 2.4 (36.3)                  | −1.2 (29.8)                 | −2.9 (26.8)                 | −3.6 (25.5)                 | −2.6 (27.3)                 | −0.3 (31.5)                 | 1.5 (34.7)                  | 3.3 (37.9)                  | 5.3 (41.5)                  | −3.6 (25.5)                 |
| معدل هطول الأمطار مم (إنش)        | 82.2 (3.24)                 | 69.9 (2.75)                 | 44.3 (1.74)                 | 37.8 (1.49)                 | 43.3 (1.70)                 | 40.3 (1.59)                 | 41.2 (1.62)                 | 35.3 (1.39)                 | 41.2 (1.62)                 | 57.1 (2.25)                 | 67.8 (2.67)                 | 70.7 (2.78)                 | 631.1 (24.84)               |
| متوسط الأيام الممطرة (≥ 1mm)      | 6.0                         | 5.2                         | 4.2                         | 3.4                         | 4.2                         | 4.6                         | 4.8                         | 4.5                         | 4.6                         | 5.9                         | 6.1                         | 6.5                         | 60                          |
| متوسط الرطوبة النسبية (%)         | 56                          | 61                          | 59                          | 61                          | 70                          | 76                          | 75                          | 68                          | 61                          | 56                          | 54                          | 52                          | 62                          |
| المصدر: Bureau of Meteorology     |                             |                             |                             |                             |                             |                             |                             |                             |                             |                             |                             |                             |                             |

## أعلام
- بيرسيفال هالس روجرز
- ريك غريفيثز
- فرانك بنينج
- سارة كاريجان
- ليندسي جونستون